# Claudio Maria Celli
Claudio Maria Celli (ur. 20 lipca 1941 w Rimini) – włoski duchowny katolicki, arcybiskup, Przewodniczący Papieskiej Rady ds. Środków Społecznego Przekazu.

## Życiorys
19 marca 1965 otrzymał święcenia kapłańskie i został inkardynowany do diecezji Rimini. W 1966 rozpoczął przygotowanie do watykańskiej służby dyplomatycznej na Papieskiej Akademii Kościelnej. W 1990 został mianowany podsekretarzem Sekcji ds. Relacji z Państwami w Sekretariacie Stanu Stolicy Apostolskiej.

## Episkopat
16 grudnia 1995 został mianowany przez Jana Pawła II sekretarzem Administracji Dóbr Stolicy Apostolskiej oraz arcybiskupem tytularnym diecezji Cluentum. Sakry biskupiej 6 stycznia 1996 udzielił mu papież Jan Paweł II.
27 czerwca 2007 Benedykt XVI mianował go Przewodniczącym Papieskiej Rady ds. Środków Społecznego Przekazu. Od 2009 kieruje również Watykańskim Ośrodkiem Telewizyjnym.